# Gageole
La Gageole (parfois orthographié Gageolle) est un petit ruisseau de Belgique, et un affluent de la Senne, donc un sous-affluent de l'Escaut par la Dyle et le Rupel.

## Géographie
La Gageole prend source dans le village de Neufvilles avant de se jeter dans la Senne à Horrues dans l'entité de Soignies.